# こ☆まいける
こ☆まいける（生年月日不明）は、日本のものまねタレント。
2009年6月より芸名を妙龍（みょうりゅう）に変更。オフィス・サンライズ所属。

## 人物
マイケル・ジャクソンのものまねで多くのショーやTVに出演する。ものまねのレパートリーは他に最近では美川憲一クラブバージョンや松山千春ヒップホップバージョン等のダンスを取り入れた変形タイプもあるという。
ものまねの他、ダンス・マジックも取り入れたエンターテイナーである。

## TV出演
- CM 任天堂 （ゼルダの伝説）
- おはよう!ナイスデイ （フジテレビ）
  - ホイットニー・ヒューストンのものまねをしケビン・コスナーに抱き上げられる
- 笑っていいとも!『君こそ日本一』 （フジテレビ）
- 史上最高そっくり大賞 （日本テレビ）
- 平成6年　第52回全日本そっくり大賞 （テレビ東京）
- 史上最強ものまねバトル第2弾 （日本テレビ）
- 上岡龍太郎がズバリ! （TBS）
- 芸能人対抗遊びの達人　カラオケ壮絶バトル!! （日本テレビ）
- 究極!!今夜ものまね王決定 そっくり人間 豪華スターをここまでマネた! （テレビ朝日）
- これが世界のスーパードクター （TBS）
- ウチくる!? （フジテレビ）
- きよしとこの夜 （2007年6月28日 NHK総合）[1]
- ロンドンハーツ （テレビ朝日）
  - 2時間の特別番組等に2008年 - 2009年に4回出演。
- リンカーン （2010年2月9日 TBS）